# Guineai pávián
A guineai pávián vagy vörös pávián (Papio papio) az öt páviánfaj egyike, bár korábban szavannapávián néven a nagyon hasonló Anubisz-páviánt, a medvepáviánt és a sárgás babuint is az alfajainak tekintették. A vörös pávián nemének legkisebb, egyben legkevésbé ismert faja.

## Előfordulása
A guineai pávián Nyugat-Afrika lakója, Guinea, Bissau-Guinea, Szenegál, Gambia, Mauritánia, Mali és talán Sierra Leone szavannás, fákkal tarkított vidékein és galériaerdőiben fordul elő a többi páviánfajhoz képest meglehetősen kis területen. A magas füvet kerüli a ragadozók fenyegetése miatt, és igényli a vízforrás közelségét.

## Megjelenése
A vörös pávián elnevezés a faj szőrzetének tónusából ered, amely a csupasz, pirosas far kivételével az egész testüket borítja. A hímek fején nagyobb gallér látható. A csupasz arc és végtagok sötétebb színűek. A páviánokra általában jellemző, kutyaszerű fejforma és hatalmas tépőfogak itt is megtalálhatóak.
A faj testhossza kb. 50-83 centiméter, a farokhossz megközelíti a 45-70 centimétert. A hímek látványosan nagyobbak a nőstényeknél, testtömegük akár a kétszerese is lehet a nőstényekének, de a fajra átlagosan a 14 kilogrammos tömeg jellemző.

## Életmódja

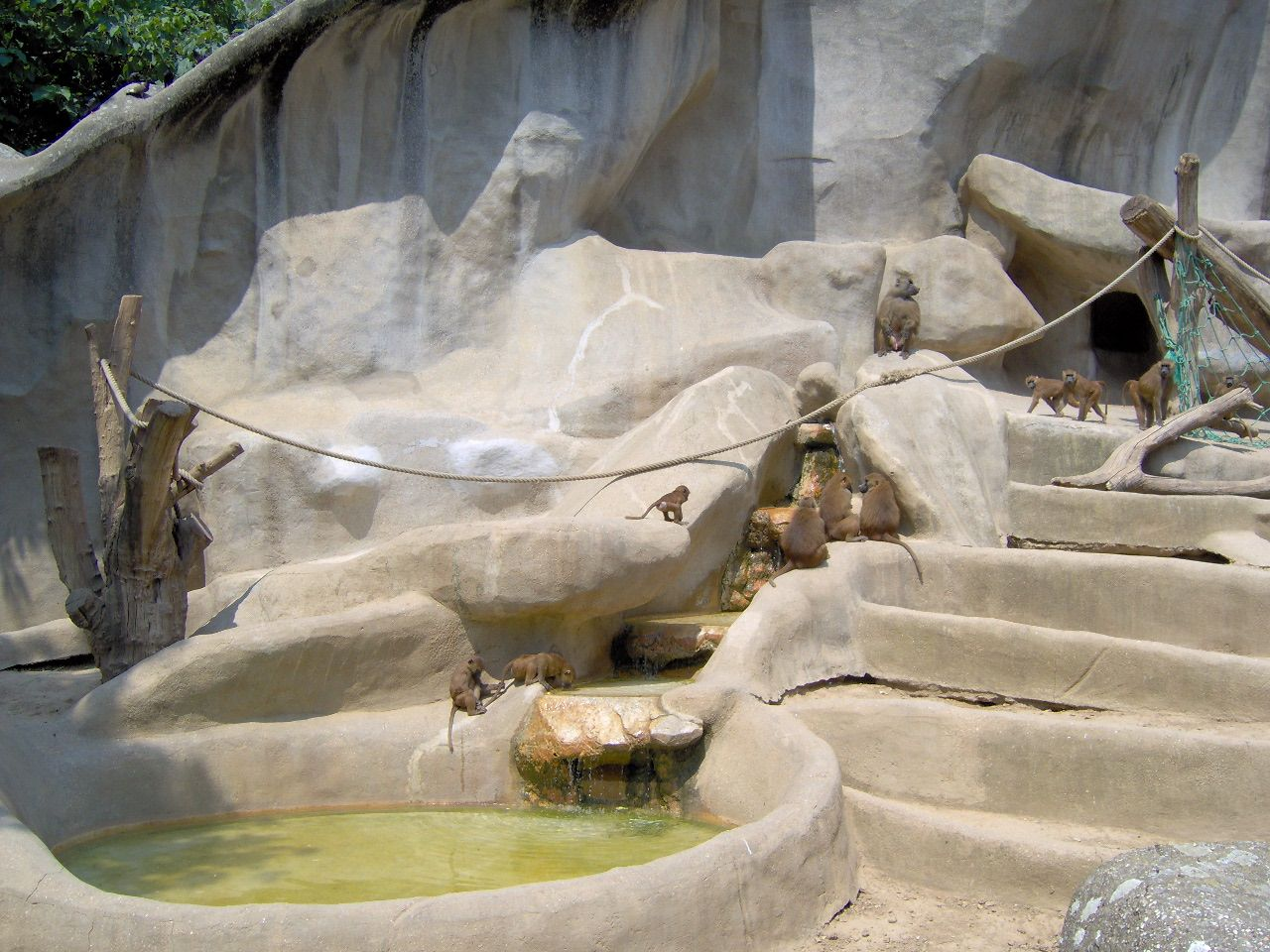
A párizsi Parc Zoologique de Vincennes páviáncsapata

A páviánok mindegyik faja csapatokban él. A guineai páviánok hordái 40-200 példányt számlálnak, és több hím és nőstény tartozik hozzájuk. A hordák igen zajosak, mivel folyamatos hatalmi harc zajlik mindkét nem képviselői között. Az új csapathoz szegődő fiatal hímek általában egy nőstény pártfogását keresve lesznek taggá, cserében azonban védelmezniük kell segítőjüket, és segíteniük kell neki a kölykök nevelésében. A hatalmas csapatok 3-5 fős alcsoportokból állnak, amelyek tagjai a nap folyamán közösen keresnek táplálékot. Éjszakára több ilyen csoport összeverődhet egy biztonságos pihenőhelyen, általában valamilyen fán.

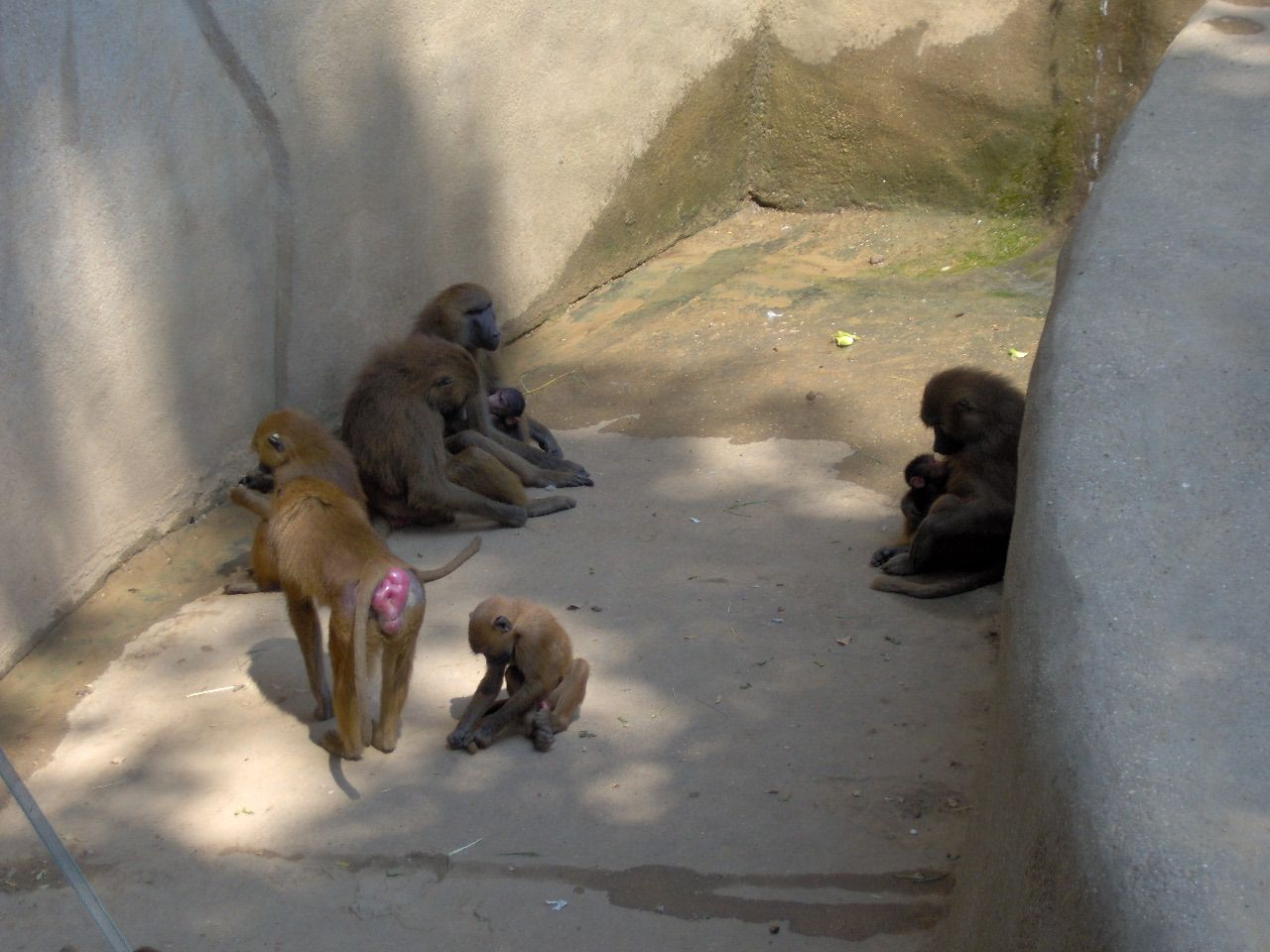
Nőstények és kölykeik. Az előtérben egy párzásra kész nőstény látható

Az éjszakáktól eltekintve a faj életét a talajszinten éli, itt keresi négy lábon járva táplálékát. Hátsó lábai hosszabbak a mellsőknél, futása pedig erősen emlékeztet a lovak galoppozására. Az óvilági majmok zömmel mindenevők, ez a páviánokra fokozottan érvényes. Leveleket, gyümölcsöket, gumókat, fűféléket, rovarokat, tojásokat, hüllőket, madarakat és kisebb – akár gazellányi méretű – emlősöket egyaránt fogyasztanak. Az emberek által termelt növényekre (rizs, jamgyökér, kukorica) is rájár.

## Szaporodása
A nőstényeken az ülőgumó megduzzadása és sötét rózsaszínűvé válása jelzi, ha készek a szaporodásra. A hímek csak saját alcsoportjukon belül keresnek párt, de a nőstények akár 3-4 másik hímmel is párosodhatnak. Kb. 180 napos vemhességet követően általában 1 utód születik a világra. A kicsi élete első 6-12 hetét anyja hasán vagy hátán csipmaszkodva tölti, de az idő előrehaladtával mind többször és mind messzebbre tesz felfedezőutakat. Az anyai felügyelet is fokozatosan lazul, a kölyök pedig beveti magát a kortársaival folytatott zajos játékba. A felnövekvő nőstények általában hordájukkal maradnak, a hímek azonban elvándorolnak és új csapathoz csatlakoznak.

## Természetvédelmi helyzete
A guineai páviánt a mezőgazdasági tevékenység kiterjedése és a fakitermelés egyaránt fenyegeti: becslések szerint az utóbbi évtizedekben élőhelyének mintegy negyedét elvesztette. Terményeik védelmében az emberek gyakorta elpusztítják a páviánokat, Guineában pedig húsáért is vadásszák. Korábban kísérleti célokra is sok guineai páviánt fogtak be, elsősorban Szenegál területén. Szenegálban a Niokolo-Koba Nemzeti Parkban, Sierra Leonéban pedig az Outamba-Kilimi Nemzeti Park területén élvez védelmet. Szerepel a CITES II. függelékében és az afrikai konvenció B listáján.